# جاي جونستون (لاعب هوكي الجليد)
جاي جونستون هو لاعب هوكي الجليد كندي، ولد في 28 فبراير 1958 في هاميلتون في كندا.

## وصلات خارجية
- جاي جونستون على موقع دوري الهوكي الوطني (الإنجليزية)
- جاي جونستون على موقع EliteProspects.com (الإنجليزية)
- جاي جونستون على موقع HockeyDB.com (الإنجليزية)
- جاي جونستون على موقع Hockey-Reference.com (الإنجليزية)